# Gianni Coscia

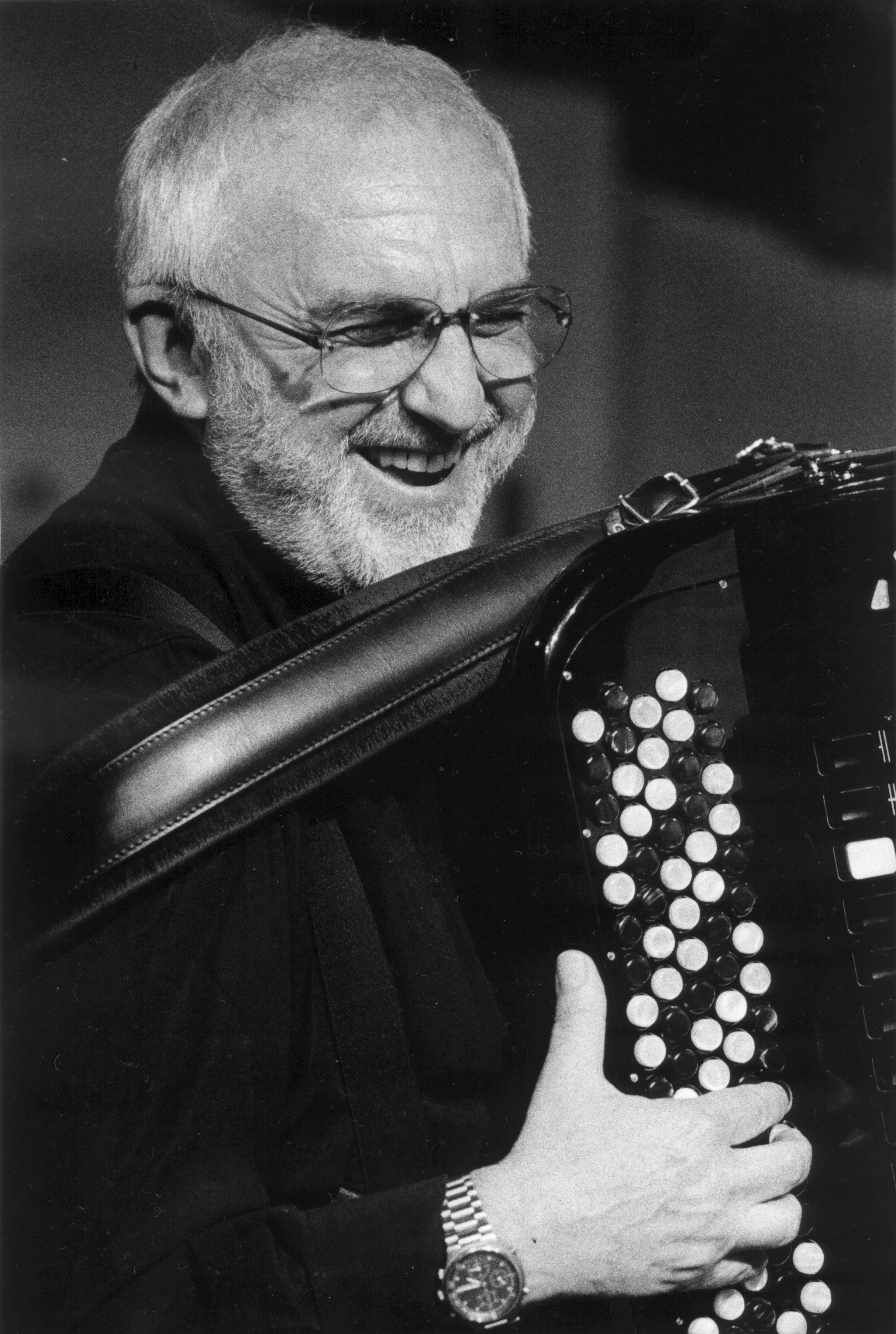
Gianni Coscia (1998, Moers Festival)

Gianni Coscia (* 23. Januar 1931 in Alessandria) ist ein italienischer Jurist und Akkordeonspieler, der vor allem im Bereich des Modern Jazz hervorgetreten ist.

## Leben und Wirken
Coscia studierte Rechtswissenschaften an der Universität Padua und arbeitete dann dreißig Jahre als Anwalt, bevor er sein Hobby zum Beruf machte. Sein Debütalbum Gianni Coscia - L'altra fisarmonica legte er 1985 vor.
1990 arbeitete er mit der Bigband von Giorgio Gaslini; 1991 führte er zusammen mit dem RAI Radio-Sinfonieorchester Brecht/Weills „Aufstieg und Fall der Stadt Mahagony“ auf. Zwischen 1992 und 1994 war er mehrfach mit Milva auf Konzertreise, u. a. in  Japan. 1993 trat er dem „Quartetto Nuovo“ bei, das nur aus Akkordeonspielern bestand (mit Richard Galliano, Marcel Azzola, Antonello Salis). Seit 1995 ging er regelmäßig im Duo mit Gianluigi Trovesi europaweit auf Tournee und legte in dieser Besetzung, in der die beiden neben Jazzstandards die Folklore des nördlichen Mittelmeerraumes und Kompositionen Weills aufgriffen, mehrere Alben vor. Auch nahm er an dem Projekt Banda Sonora von Battista Lena teil und arbeitete im Trio mit Enrico Rava und dem Perkussionisten Naco. Mit Fred Ferrari schrieb er die Musik zum Film Altri uomini von Claudio Bonivento. Auch arbeitete er mit Gabriele Mirabassi, Roberto Dani, Arrigo Cappelletti und Marcus Woelfle.
Luciano Berio widmete seine Sequenza XIII (Chanson), die er für das Akkordeon als Soloinstrument verfasste, einerseits dem Neue-Musik-Interpreten Teodoro Anzellotti, andererseits aber auch Coscia „einem der führenden Jazz-, Klezmer- und Tangoakkordeonisten, dem Poeten eines fast verschwundenen Italiens.“

## Diskographische Hinweise
- Coscia/Trovesi Radici (Egea, 1994)
- L’ Archiliuto (mit Gianluigi Trovesi, Dino Piana, Andrea Dulbecco und dem Orchestra da Camera di Nembro Enea Salmeggia; Egea 2002)
- Max De Aloe/Coscia L'anima delle cose (Abeat, 2003, mit Massimo Moriconi, Stefano Bagnoli)
- Coscia/Trovesi Round about Weill (ECM 2005)
- Frescobaldi per noi (mit Dino Piana, Fulvio Sigurtà, Enzo Pietropaoli; Giotto Music, 2007)
- Tre Martelli & Gianni Coscia Ansema (Felmay, 2013)
- Trovesi/Coscia: La misteriosa musica della Regina Loana (ECM 2019)